# Leon Stanisław Pinecki
Leon Stanisław Pinecki (ur. 6 kwietnia 1892 w Stołuniu zm. 26 lipca 1949 w Sulęcinie) – zapaśnik, 3-krotny mistrz świata i 5-krotny mistrz Europy w tej dyscyplinie. 

## Życie
Jego ojciec, Jan Pinecki, był murarzem i pochodził z pobliskiego Kuligowa. Leon miał szczególne warunki fizyczne, predysponujące go do zapasów. Mierzył 2,03 m wzrostu przy 128 kg wagi, a rozpiętość jego ramion wynosiła 2,45 m; z uwagi na to prasa nadała mu przydomki „Polskiego Mastodonta” lub „Olbrzyma z Wielkopolski”. 
Sportową karierę rozpoczął w karczmie w Stołuniu, skąd pochodził. Pokonał tam zapaśnika, który przyjechał z trupą wędrownych cyrkowców. Walczył w Europie i w Ameryce w barwach Niemiec i Polski. W latach 30. zapaśnik musiał zmienić nazwisko na Leo Pinetzki.
Nie chciał jednak walczyć w niemieckich barwach, dlatego zrezygnował ze sportowej kariery. Kupił hotel w Łagowie Lubuskim, gdzie od 1930 roku zamieszkał. W okresie przedwojennym (i później) był właścicielem hotelu Am See położonego nad Jeziorem Łagowskim (obecnie ośrodek Defka). Wciąż podkreślał polskie pochodzenie, narażając się hitlerowskim władzom. Przebywał w policyjnych aresztach w Schwiebus (obecnie Świebodzin) i w Zielenzig (Sulęcin). W czasie wojny został wywieziony do karnego obozu pod Poczdamem. Po zakończeniu wojny i powrocie musiał tłumaczyć Służbie Bezpieczeństwa, że jest Polakiem i nie kolaborował z faszystowskim reżimem. 
Pochowany został na łagowskim cmentarzu.
Jedna z ulic w Sulęcinie i Łagowie nazwana jest jego imieniem.

## Kontrowersje
Wg ustaleń lubuskiego pisarza i publicysty Alfreda Siateckiego, błyskotliwa kariera sportowa i patriotyzm Leona Pineckiego są zmyślone. Zgodnie z zebranymi przez niego informacjami Pinecki był tylko atletą występującym w cyrku.